# Амалія-Луїза Кеттлер
Ама́лія-Луї́за Ке́ттлер (нім. Amalie Luise von Kettler; 23/27 липня 1687 — 18 січня 1750) — курляндська принцеса, княгиня Нассау-Зігена (1708—1750). Остання представниця німецької герцогської династії Кеттлерів. Народилася в Мітаві, Семигалія. Донька Фрідріха-Казимира Кеттлера, герцога Курляндії і Семигалії, та його першої дружини Софії-Амалії Нассау-Зігенської. Друга дружина Фрідріха-Вільгельма-Адольфа Нассау-Зігенського, князя Нассау-Зігена. Справила весілля 13 квітня 1708 року в Байройті. Народила 8 дітей. Померла в Зігені, Нассау-Зіген.

## Сім'я
- Батько: Фрідріх-Казимир Кеттлер (1650–1698) — герцог Курляндії і Семигалії (1682–1698).
- Матір: Софія-Амалія Нассау-Зігенська (1650–1688)
- Брати і сестри:

Фрідріх Кеттлер (1682—1683) помер неповнолітнім.
Марія-Доротея Кеттлер (1684–1743) ∞ 1703: Альберт-Фрідріх фон Гогенцоллерн (1672–1731).
Елеонора-Шарлотта Кеттлер (1686–1748) ∞ 1714: Ернст-Фердинанд Брандербург-Бевернський (1682–1746).
Христина-Софія Кеттлер (1688–1694) померла неповнолітньою.